# Люди-инвалиды (сингл)
«Люди-инвалиды» — песня российской группы «Тату», выпущенная 21 октября 2005 года в составе одноимённого студийного альбома. В ней говорится о людях, которые морально неполноценны, не проявляют эмпатии и действуют не как люди. Песня стала первым синглом с одноимённого второго студийного альбома группы. В тексте песни инвалиды сравниваются с механизмами, и говорится об отсутствии у них положительных качеств.

## История создания и релиз
Песня «Люди-инвалиды» была создана в рамках второго русскоязычного альбома группы «Тату», который вышел 21 октября 2005 года. Альбом содержит две песни из английской версии с изменённой аранжировкой. Часть песен была записана во время съёмок реалити-шоу «„Тату“ в Поднебесной».
Сингл был выпущен в России в двух версиях: промо-сингл и макси-сингл. Промо-сингл включал оригинальную версию песни «Люди-инвалиды» и ремикс на неё от Globass. Макси-сингл содержал радиоверсию песни «Люди-инвалиды», а также ремиксы от Pimenov и Id.

## Запись песни
Сингл «Люди-инвалиды» был записан в период с 2003 по 2004 год во время съёмок реалити-шоу «Тату в Поднебесной». Часть песен была записана в английском варианте, но аранжировка песни «Loves Me Not» была изменена для русскоязычной версии альбома.

## Реакция критики
Специалисты из музыкальной индустрии выразили своё одобрение по поводу сингла «Люди-инвалиды», который исполнила группа «Тату». В частности, Борис Барабанов, музыкальный критик из российской версии журнала Rolling Stone, назвал альбом мощным и высоко оценил качество его записи. Вадим Пономарёв, журналист газеты «Взгляд», также отметил качество песни и назвал её одним из лучших поп-альбомов 2005 года.

## Реакция общественности
В 2006 году сингл группы «Тату». «Люди-инвалиды» вызвал скандал. Уполномоченный по правам человека в Республике Коми Леонид Вокуев обвинил группу в оскорблении инвалидов. На обложке альбома было написано: «Люди-инвалиды не знают, что значит быть человеком. Они подделка на основе человекообразной болванки, они не живут, а функционируют».
Вокуев считал, что такие высказывания унижают достоинство инвалидов, и требовал привлечь группу к ответственности. Однако солистки группы «Тату», Лена Катина и Юля Волкова, объяснили, что слово «инвалиды» использовалось в переносном смысле для обозначения «моральных уродов», людей, лишённых душевности и человеческих чувств.
Группа «Тату» всегда была открыта для общения с людьми с ограниченными возможностями и всегда рада видеть их на своих концертах.